# Thạch Đà
Thạch Đà là một xã thuộc huyện Mê Linh, thành phố Hà Nội, Việt Nam.
Xã Thạch Đà có diện tích 7,71 km², dân số năm 1999 là 11.474 người, mật độ dân số đạt 1.488 người/km².
Xã Thạch Đà được chia làm 04 thôn: Thôn 1, Thôn 2, Thôn 3, Thôn 4.
Phía tây giáp sông hồng
Phía đông giáp Xã Nam Cương
Phía Nam giáp Xã Hoàng Kim
Phía bắc giáp xã Chu phan
[Phùng Quang Thanh] cố đại tướng bộ trưởng bộ quốc phòng sống tại thôn  2